# General Cup 2014
Der General Cup 2014 war ein Snookerturnier, das vom 12. bis zum 18. Oktober 2014 im General Snooker Club in Hongkong ausgetragen wurde.
Titelverteidiger war der Engländer Mark Davis, der allerdings im Halbfinale mit 2:6 gegen Allister Carter verlor.
Im Finale setzte sich Carter mit 7:6 gegen Shaun Murphy durch.

## Preisgeld
|                   | Preisgeld   |
| ----------------- | ----------- |
| Sieger            | 120.000 HK$ |
| Finalist          | 60.000 HK$  |
| Halbfinalist      | 40.000 HK$  |
| Gruppendritter    | 25.000 HK$  |
| Gruppenvierter    | 20.000 HK$  |
| Wildcard-Runde    | 20.000 HK$  |
| Höchstes Break    | 20.000 HK$  |
| Pro Century Break | 2.000 HK$   |

## Wildcard-Runde
Das Wildcard-Match wurde am 12. Oktober im Modus Best of 11 Frames gespielt und ermittelte den vierten Spieler der Gruppe B.
| Spieler 1   | Ergebnis | Spieler 2   |
| ----------- | -------- | ----------- |
| Liang Wenbo | 6:4      | Lin Yongzhi |

## Gruppenphase
Die Gruppenphase wurde vom 13. bis zum 16. Oktober in zwei 4er-Gruppen im Round-Robin-Modus auf Best of 7 Frames gespielt.
| Sp.  | Anzahl der absolvierten Spiele                                 |
| SG   | Anzahl der gewonnenen Spiele                                   |
| SV   | Anzahl der verlorenen Spiele                                   |
| Fr.  | Anzahl der absolvierten Frames                                 |
| FG   | Anzahl der gewonnenen Frames                                   |
| FV   | Anzahl der verlorenen Frames                                   |
| FD   | Frame-Differenz                                                |
| Pkt. | Punkte                                                         |
|      | Die zwei besten Spieler jeder Gruppe zogen ins Halbfinale ein. |

### Gruppe A

#### Spiele
| Spieler 1    | Ergebnis | Spieler 2    |
| ------------ | -------- | ------------ |
| Joe Perry    | 0:4      | Mark Davis   |
| Ricky Walden | 4:2      | Jimmy White  |
| Mark Davis   | 3:4      | Jimmy White  |
| Joe Perry    | 4:0      | Ricky Walden |
| Ricky Walden | 1:4      | Mark Davis   |
| Joe Perry    | 4:3      | Jimmy White  |

#### Tabelle
| Rang | Spieler      | Sp. | SG | SV | Fr. | FG | FV | FD | Pkt. |
| ---- | ------------ | --- | -- | -- | --- | -- | -- | -- | ---- |
| 1    | Mark Davis   | 3   | 2  | 1  | 16  | 11 | 5  | +6 | 2    |
| 2    | Joe Perry    | 3   | 2  | 1  | 15  | 8  | 7  | +1 | 2    |
| 3    | Jimmy White  | 3   | 1  | 2  | 20  | 9  | 11 | −2 | 1    |
| 4    | Ricky Walden | 3   | 1  | 2  | 15  | 5  | 10 | −5 | 1    |

### Gruppe B

#### Spiele
| Spieler 1       | Ergebnis | Spieler 2       |
| --------------- | -------- | --------------- |
| Shaun Murphy    | 4:1      | Liang Wenbo     |
| Marco Fu        | 1:4      | Allister Carter |
| Shaun Murphy    | 4:1      | Allister Carter |
| Marco Fu        | 3:4      | Liang Wenbo     |
| Allister Carter | 4:2      | Liang Wenbo     |
| Shaun Murphy    | 4:2      | Marco Fu        |

#### Tabelle
| Rang | Spieler         | Sp. | SG | SV | Fr. | FG | FV | FD | Pkt. |
| ---- | --------------- | --- | -- | -- | --- | -- | -- | -- | ---- |
| 1    | Shaun Murphy    | 3   | 3  | 0  | 16  | 12 | 4  | +8 | 3    |
| 2    | Allister Carter | 3   | 2  | 1  | 16  | 9  | 7  | +2 | 2    |
| 3    | Liang Wenbo     | 3   | 1  | 2  | 18  | 7  | 11 | −4 | 1    |
| 4    | Marco Fu        | 3   | 0  | 3  | 18  | 6  | 12 | −6 | 0    |

## K.-o.-Phase
|  | Halbfinale (Best of 11 Frames) 17. Oktober | Halbfinale (Best of 11 Frames) 17. Oktober |                 |              | Finale (Best of 13 Frames) 18. Oktober | Finale (Best of 13 Frames) 18. Oktober |
|  |                                            |                                            |                 |              |                                        |                                        |
|  |                                            |                                            |                 |              |                                        |                                        |
|  | Mark Davis                                 | 2                                          |                 |              |                                        |                                        |
|  | Allister Carter                            | 6                                          |                 |              |                                        |                                        |
|  |                                            |                                            | Allister Carter | 7            |                                        |                                        |
|  |                                            |                                            |                 | Shaun Murphy | 6                                      |                                        |
|  | Shaun Murphy                               | 6                                          |                 |              |                                        |                                        |
|  | Joe Perry                                  | 5                                          |                 |              |                                        |                                        |
|  |                                            |                                            |                 |              |                                        |                                        |

| Finale: Best of 13 Frames Schiedsrichter/in: Anthony Lau General Snooker Club, Hongkong, 18. Oktober 2014                             |                |              |
| Allister Carter | 7:6            | Shaun Murphy |
| 70:15, 81:61 (68, 61), 42:65, 28:62 (59), 115:0 (112), 0:90 (90), 6:66, 46:68, 75:14 (69), 99:0 (99), 29:59 (54), 101:25 (101), 77:26 |                |              |
| 112 | Höchstes Break | 90           |
| 2 | Century-Breaks | –            |
| 5 | 50+-Breaks     | 4            |

## Century Breaks
| Shaun Murphy    | 144, 101           |
| Allister Carter | 139, 112, 105, 101 |
| Joe Perry       | 136, 115, 104      |
| Liang Wenbo     | 120, 107           |
| Mark Davis      | 110, 104           |
| Jimmy White     | 108                |